# Fundação Planetário da Cidade do Rio de Janeiro
A Fundação Planetário da Cidade do Rio de Janeiro (PlanetaRio) é uma instituição, pessoa jurídica de direito público, vinculada à Secretaria de Governo e Integridade Pública do município do Rio de Janeiro, no Brasil. Dedica-se à divulgação da astronomia e ciências afins à população. Administra dois planetáriosː o planetário da Gávea e o planetário de Santa Cruz. Está sediada no número cem da rua Vice-Governador Rubens Berardo, no bairro da Gávea. Horário de funcionamento: Terça a Domingo de 10:00 às 17:00. 

## História
Foi fundada em 19 de novembro de 1970, na Gávea, batizada como "Planetário do Rio". Passou a se chamar "Fundação Planetário da Cidade do Rio de Janeiro" em 1993. Em 2008, foi inaugurado o Museu Cósmico, no bairro de Santa Cruz.
O Planetário do Rio é o maior equipamento deste tipo na América Latina. A estrutura inclui a Biblioteca Giordano Bruno, com um acervo de, aproximadamente, 2,5 mil livros (reabertura programa para novembro/22); a Biblioteca Écio Salles, com um acervo de 1 mil livros com temática do Rio de Janeiro; o anfiteatro; o auditório Sergio Menge; o Espaço Galileu, direcionado para recreação infantil; a Praça dos Telescópios, onde ocorrem as observações por telescópio; e as Cúpulas Carl Sagan e Galileu Galilei, reformada em 2011.
Os últimos Presidentes da Fundação Planetário foram:
Maria Thereza Ribeiro Fortes - nomeada em agosto de 2019 Presidente do Planetário. 
Cátia Cilene Estevão da CUnha mendonça - nomeada em dezembro de 2020 
Gledson Vinicius da Silveira Machado - nomeado em janeiro de 2021 
Renan Uccelli Guedes Ferreira -  nomeado em fevereiro de 2023 

## Atividades
A instituição possui duas cúpulas em funcionamento: a Carl Sagan e a Galileu Galilei. A primeira tem 23 metros de diâmetro e 263 assentos e abriga o planetário modelo Universarium VIII - TD, que é um equipamento moderno capaz de projetar cerca de nove mil estrelas. Já a cúpula Galileu Galilei tem 12,5 metros de diâmetro e 90 assentos e conta com um sistema de imersão digital. Nesta cúpula, a projeção é de cerca de seis mil estrelas.
Ambos os planetários reproduzem, em condições fidedignas, o céu visto da Terra a olho nu em qualquer latitude ou época do ano. De terça a sexta, as sessões de cúpula funcionam atendendo a escolas públicas e particulares com agendamento prévio. Nos fins de semana e feriados, as sessões são abertas ao público em geral.
As observações do céu acontecem às quartas, gratuitamente, na Praça dos Telescópios (atualmente, porém, em virtude de obras no planetário da Gávea, a atividade somente está acontecendo uma vez por mês). A área possui quatro equipamentos modernos, instalados em cúpulas, com capacidade para localizar automaticamente cerca de 64 mil objetos. 

## Museu do Universo
O Museu do Universo - Experimentos Interativos é composto por 60 experimentos, com os quais o público pode interagir e aprender um pouco mais sobre astronomia. O conteúdo foi especialmente desenvolvido pela equipe técnica da Fundação, que se preocupou em desenvolver um arrojado design de ambientação a partir de uma ideia inovadora.